# Heterostegane bilineata
Heterostegane bilineata là một loài bướm đêm trong họ Geometridae.